# Aleksander Babiński
Aleksander Babiński (ur. w 1823 w Zwierzyńcu albo w 1824 w Radomiu, zm. 31 stycznia 1899 w Paryżu) – polski inżynier górniczy, geolog, topograf i powstaniec styczniowy.

## Życiorys

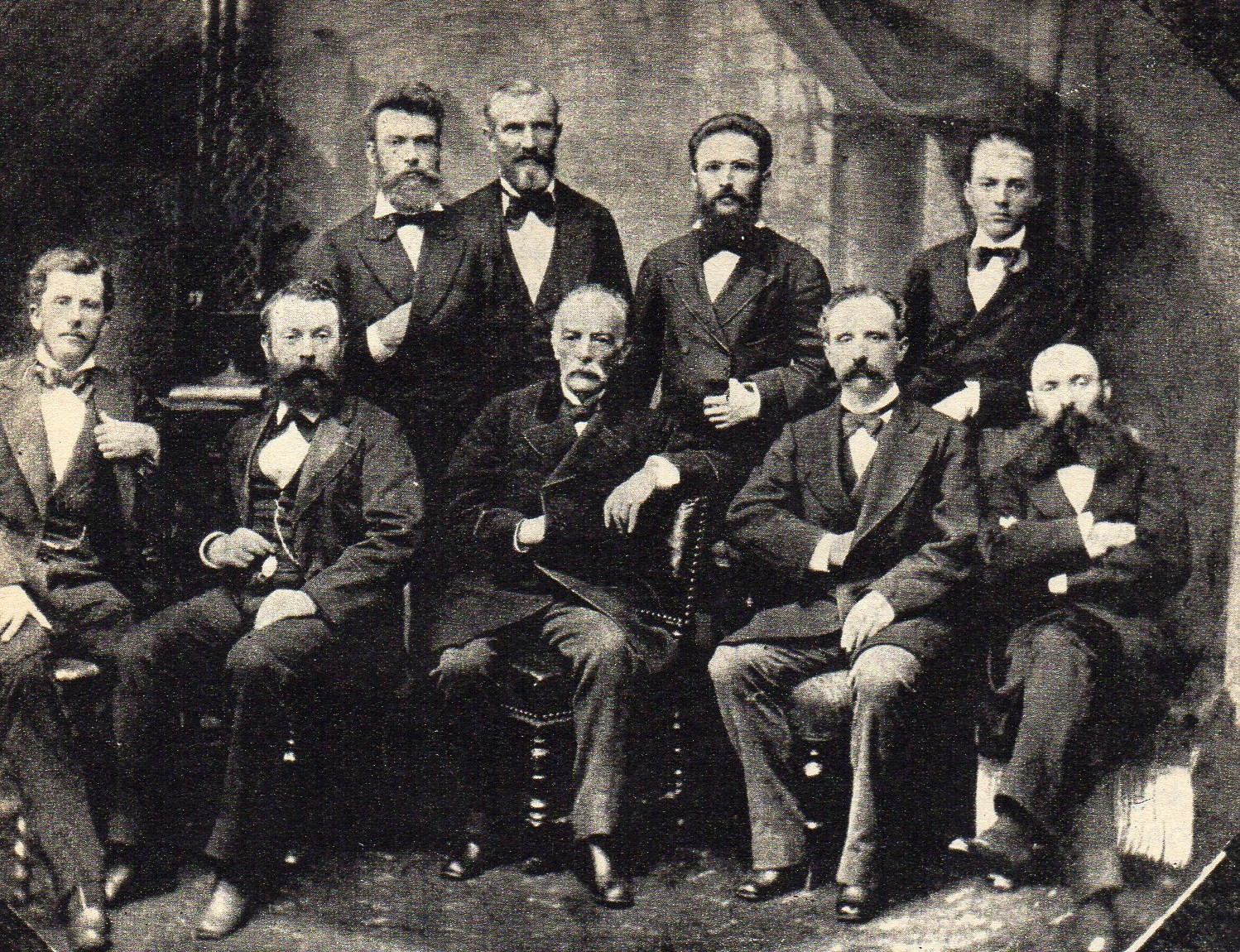
Z grupą polskich inżynierów, od lewej siedzą: Tadeusz Stryjeński, Władysław Folkierski (ojciec), Ernest Malinowski, Edward Jan Habich, Leonard Laskowski, a stoją: Ksawery Wakulski, Aleksander Babiński, Władysław Kluger (inżynier), Jan Sztolcman, Peru (1874)

Był synem Wincentego Babińskiego, murgrabiego Pałacu w Radzyniu Podlaskim (w latach 1819–1828). Uczestniczył w powstaniu wielkopolskim w 1848 roku. W 1849 roku wyemigrował do Francji, gdzie wykształcił się na inżyniera (ukończył École des Mines de Paris) i pracował w tym zawodzie. Po wybuchu powstania styczniowego przyjechał do Krakowa, gdzie kierował fabryką broni i amunicji zaopatrującą powstańców. W późniejszym okresie znowu przebywał we Francji. Podczas wojny z Prusakami, gdy oblegali oni na przełomie lat 1870 i 1871 Paryż, był kapitanem inżynierii w armii francuskiej.
W 1874 roku, za namową Edwarda Habicha, osiedlił się w Peru, gdzie pracował jako inżynier i geolog. Prowadził tam rozległe badania geologiczne m.in. w regionach Arequipa, Puno, Tarapacá i Chilete: szacował wielkość złóż i możliwości wydobycia surowców mineralnych, opracowywał mapy znacznych obszarów kraju i plany kopalń. W 1878 roku przygotował plan osuszenia zalanych od kilkudziesięciu lat wodą słynnych niegdyś kopalń srebra w Cerro de Pasco. Do Paryża powrócił w 1887 i mieszkał tam aż do śmierci.
Za zasługi dla Peru umieszczono także i jego popiersie na wzniesionym w 1914 roku w Limie pomniku innego Polaka, Edwarda Habicha.
Z żoną, Henryką z Warenów (ur. 1819 na Wileńszczyźnie zm. 1897), miał dwóch synów: Henryka – inżyniera górniczego i Józefa – neurologa.